# Erg Er Raoui

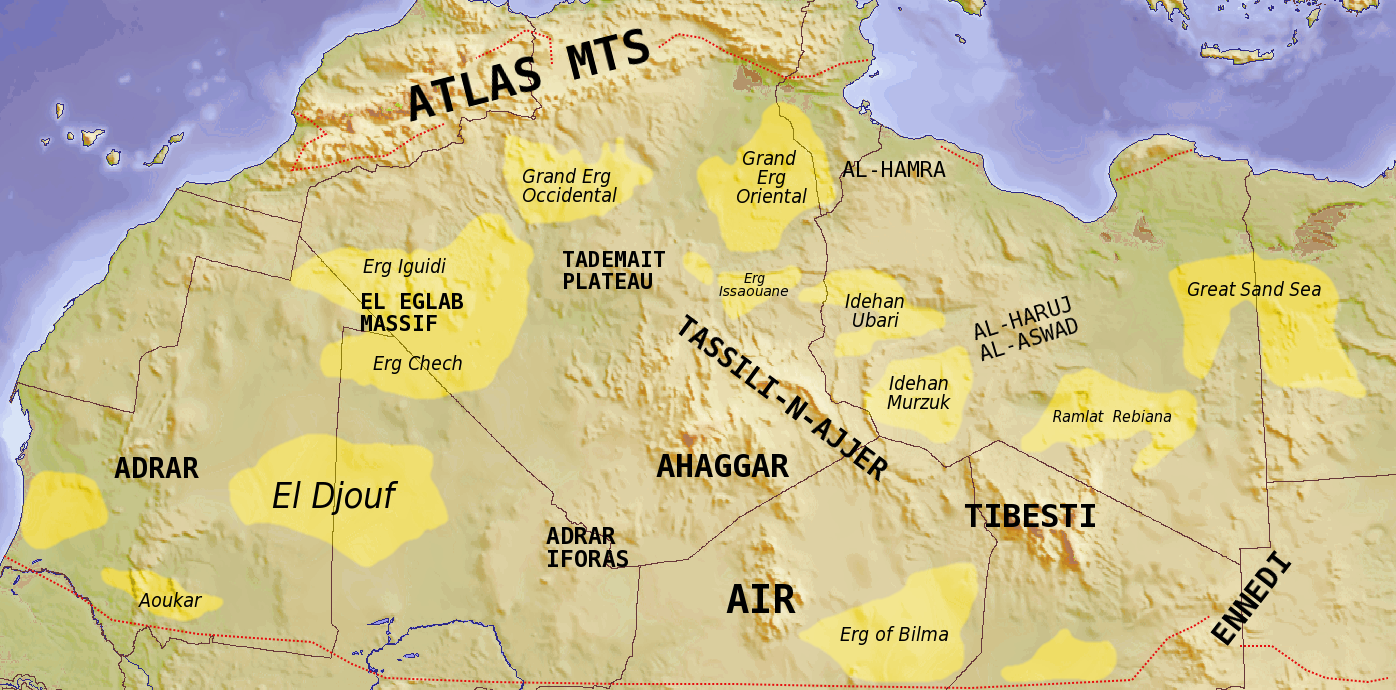
Erg Er Raoui, Algerie.

L'Erg er-Raoui (عرق الراوي) une région désertique du sud-ouest de l'Algérie au nord de l'oasis de Tabelbala.